# Dong-i
Dong-i (hangeul: 동이, conosciuta anche come Dawn) è una serie televisiva sudcoreana trasmessa su MBC dal 22 marzo al 12 ottobre 2010. La serie è ambientata durante il regno di Sukjong di Joseon ed è basata sulla figura storica di Choi Suk-bin.

## Trama
Dong-i è una cameriera orfana gentile e sincera la cui mente particolarmente acuta la aiuta a risolvere difficili intrighi di corte. Mentre risolve un caso, Dong-i incontra il re, che, spacciandosi per un giudice di corte, apprezza di essere trattato come una persona comune e s'innamora di lei. Dong-i conquista anche il favore della regina Inhyeon, diventando una sua fidata confidente, mentre trova nella concubina Jang una nemica. Mentre cerca di sopravvivere a corte e rendere giustizia ai popolani come lei, Dong-i si fa molti alleati, come il suo devoto protettore Cha Chun-soo, il capo della polizia Seo Young-gi, e le dame di corte Jung e Bong.
Diventata una concubina reale con il rango di sukbin, Dong-i dà alla luce il ventunesimo re di Joseon, Yeongjo, padre del principe Sado e nonno di Yi San.

## Personaggi

### Personaggi principali
- Dong-i/Sukbin Choi, interpretata da Han Hyo-joo e Kim Yoo-jung (da bambina).
- Re Sukjong, interpretato da Ji Jin-hee.
- Hui-bin Jang/Jang Ok-jung, interpretata da Lee So-yeon.
- Cha Chun-soo, interpretato da Bae Soo-bin.
- Regina Inhyeon, interpretata da Park Ha-sun.
- Seo Young-gi, interpretato da Jung Jin-young.

### Personaggi ricorrenti
- Oh Tae-suk, interpretato da Jung Dong-hwan.
- Oh Tae-poong, interpretato da Lee Kye-in.
- Oh Yoon, interpretato da Choi Cheol-ho.
- Jang Hee-jae, interpretato da Kim Yu-seok.
- Hong Tae-yoon, interpretato da Son Il-kwon.
- Segretario capo, interpretato da Shin Guk.
- Jung In-gook, interpretato da Na Sung-kyoon.
- Shim Woon-taek, interpretato da Kim Dong-yoon.
- Capo eunuco Park Doo-kyung, interpretato da Jung Sun-il.
- Jang Mu-yeol, interpretato da Choi Jong-hwan.
- Yi Geum/Principe Yeoning (poi re Yeongjo), interpretato da Lee Hyung-suk.
- Yi Yun/Principe ereditario (poi re Gyeongjong), interpretato da Yoon Chan.
- Regina Inwon, interpretata da Oh Yeon-seo.
- Regina madre Myeongseong, interpretata da Park Jung-soo.
- Dama di corte Jung, interpretata da Kim Hye-sun.
- Dama di corte Bong, interpretata da Kim So-yi.
- Dama di corte Jo, interpretata da Ahn Yeo-jin.
- Dama di corte Yoo, interpretata da Im Sung-min.
- Shi-bi, interpretata da Oh Eun-ho.
- Ae-jong, interpretata da Kang Yoo-mi.
- Eun-geum, interpretata da Han Da-min.
- Jung-im, interpretata da Jeong Yu-mi.
- Dama di corte Lee, interpretata da Ban Min-jung.
- Lee Jong-ok, interpretato da Lee Jung-hoon.
- Park Do-shik, interpretato da Choi Jae-ho.
- Oh Ho-yang, interpretato da Yeo Ho-min.
- Hwang Joo-shik, interpretato da Lee Hee-do.
- Yeong-dal, interpretato da Lee Kwang-soo.
- Mi-ji, interpretata da Choi Ha-na.

### Personaggi minori
- Choi Hyo-won, interpretato da Chun Ho-jin.
- Choi Dong-joo, interpretato da Jung Sung-woon.
- Jang Ik-heon, interpretato da Lee Jae-yong.
- Kim Hwan, interpretato da Jung In-gi.
- Dama Yoon, interpretata da Choi Ran.
- Dama Park, interpretata da Lee Sook.
- Seol-hee, interpretata da Kim Hye-jin.
- Padre di Ge Dwo-ra, interpretato da Jung Eun-pyo.
- Ge Dwo-ra, interpretato da Yeo Hyun-soo e Choi Soo-han (da bambino).
- Kim Goo-sun, interpretato da Maeng Sang-hoon.
- Discepolo di Kim Hwan, interpretato da Jung Ki-sung.
- Cha Soo-taek, interpretato da Kwon Min.
- Principe Eunpyung, interpretato da Nam Da-reum.
- Young-sun, interpretata da Heo Yi-seul.
- Seo Jung-ho, interpretato da Choi Il-hwa.

## Ascolti
| Episodio | Data di trasmissione | Dati TNSM           | Dati TNSM                  |
| Episodio | Data di trasmissione | A livello nazionale | Area metropolitana di Seul |
| -------- | -------------------- | ------------------- | -------------------------- |
| 1        | 22 marzo 2010        | 11,4%               | 12,9%                      |
| 2        | 23 marzo 2010        | 11,5%               | 12,6%                      |
| 3        | 29 marzo 2010        | 11,8%               | 12,9%                      |
| 4        | 30 marzo 2010        | 12,3%               | 13,4%                      |
| 5        | 5 aprile 2010        | 15,3%               | 16,4%                      |
| 6        | 6 aprile 2010        | 14,2%               | 15,2%                      |
| 7        | 12 aprile 2010       | 17,2%               | 18,9%                      |
| 8        | 13 aprile 2010       | 17,2%               | 18,5%                      |
| 9        | 19 aprile 2010       | 19,0%               | 20,4%                      |
| 10       | 20 aprile 2010       | 19,7%               | 21,3%                      |
| 11       | 26 aprile 2010       | 21,6%               | 23,5%                      |
| 12       | 27 aprile 2010       | 22,5%               | 24,5%                      |
| 13       | 3 maggio 2010        | 22,9%               | 25,2%                      |
| 14       | 4 maggio 2010        | 20,4%               | 21,9%                      |
| 15       | 10 maggio 2010       | 25,8%               | 27,9%                      |
| 16       | 11 maggio 2010       | 28,5%               | 30,8%                      |
| 17       | 17 maggio 2010       | 25,0%               | 27,1%                      |
| 18       | 18 maggio 2010       | 25,6%               | 27,3%                      |
| 19       | 24 maggio 2010       | 24,1%               | 26,2%                      |
| 20       | 25 maggio 2010       | 23,8%               | 26,0%                      |
| 21       | 31 maggio 2010       | 25,1%               | 27,7%                      |
| 22       | 1 giugno 2010        | 26,6%               | 29,3%                      |
| 23       | 7 giugno 2010        | 28,1%               | 30,9%                      |
| 24       | 8 giugno 2010        | 30,3%               | 33,2%                      |
| 25       | 14 giugno 2010       | 31,0%               | 33,3%                      |
| 26       | 15 giugno 2010       | 33,1%               | 35,6%                      |
| 27       | 21 giugno 2010       | 29,1%               | 31,0%                      |
| 28       | 22 giugno 2010       | 30,1%               | 32,6%                      |
| 29       | 28 giugno 2010       | 31,1%               | 32,8%                      |
| 30       | 29 giugno 2010       | 31,9%               | 33,8%                      |
| 31       | 5 luglio 2010        | 30,8%               | 33,3%                      |
| 32       | 6 luglio 2010        | 31,3%               | 33,8%                      |
| 33       | 12 luglio 2010       | 29,1%               | 31,1%                      |
| 34       | 13 luglio 2010       | 29,7%               | 31,7%                      |
| 35       | 19 luglio 2010       | 27,6%               | 30,0%                      |
| 36       | 20 luglio 2010       | 29,4%               | 32,0%                      |
| 37       | 26 luglio 2010       | 28,8%               | 31,2%                      |
| 38       | 27 luglio 2010       | 30,6%               | 33,3%                      |
| 39       | 2 agosto 2010        | 23,9%               | 25,8%                      |
| 40       | 3 agosto 2010        | 23,1%               | 25,0%                      |
| 41       | 9 agosto 2010        | 23,7%               | 25,9%                      |
| 42       | 10 agosto 2010       | 23,2%               | 25,2%                      |
| 43       | 16 agosto 2010       | 23,3%               | 25,0%                      |
| 44       | 17 agosto 2010       | 24,8%               | 26,6%                      |
| 45       | 23 agosto 2010       | 24,7%               | 26,5%                      |
| 46       | 24 agosto 2010       | 26,8%               | 29,3%                      |
| 47       | 30 agosto 2010       | 30,7%               | 33,0%                      |
| 48       | 31 agosto 2010       | 30,3%               | 32,5%                      |
| 49       | 6 settembre 2010     | 29,5%               | 31,8%                      |
| 50       | 7 settembre 2010     | 28,6%               | 30,7%                      |
| 51       | 13 settembre 2010    | 26,4%               | 28,8%                      |
| 52       | 14 settembre 2010    | 27,0%               | 29,8%                      |
| 53       | 20 settembre 2010    | 23,0%               | 25,5%                      |
| 54       | 21 settembre 2010    | 20,2 %              | 21,1%                      |
| 55       | 27 settembre 2010    | 25,7%               | 28,3%                      |
| 56       | 28 settembre 2010    | 23,6%               | 25,7%                      |
| 57       | 4 ottobre 2010       | 20,9%               | 23,2%                      |
| 58       | 5 ottobre 2010       | 20,3%               | 22,2%                      |
| 59       | 11 ottobre 2010      | 24,9%               | 27,9%                      |
| 60       | 12 ottobre 2010      | 22,3%               | 24,2%                      |
| Media    | Media                | 24,5%               | 26,5%                      |

## Colonna sonora
1. 천애지아 (하늘 끝에 이르는 바람) – Jang Na-ra
2. 부용화
3. Love Parting (애별리 (愛別離)) – Im Hyung-joo
4. 애월랑 (愛月浪) – Jang Yoon-jung
5. Steep (단애)
6. Loving (Piano ver.) (연련 (戀戀) (Piano Ver.))
7. 염혜
8. 명현

## Riconoscimenti
| Anno | Premio                    | Categoria                                    | Ricevente      | Risultato       |
| ---- | ------------------------- | -------------------------------------------- | -------------- | --------------- |
| 2010 | Korea Drama Awards        | Miglior attrice                              | Han Hyo-joo    | Vincitore/trice |
| 2010 | Korea Drama Awards        | Miglior attore di supporto                   | Jung Dong-hwan | Vincitore/trice |
| 2010 | Korea Drama Awards        | Premio alla carriera                         | Lee Byung-hoon | Vincitore/trice |
| 2010 | Korea Drama Awards        | Miglior drama                                |                | Candidato/a     |
| 2010 | MBC Drama Awards          | Gran premio                                  | Han Hyo-joo    | Vincitore/trice |
| 2010 | MBC Drama Awards          | Premio alla massima eccellenza, attore       | Ji Jin-hee     | Vincitore/trice |
| 2010 | MBC Drama Awards          | Premio alla massima eccellenza, attrice      | Han Hyo-joo    | Candidato/a     |
| 2010 | MBC Drama Awards          | Premio all'eccellenza, attrice               | Lee So-yeon    | Vincitore/trice |
| 2010 | MBC Drama Awards          | Miglior nuova attrice                        | Park Ha-sun    | Vincitore/trice |
| 2010 | MBC Drama Awards          | Premio recitazione d'oro, attore di supporto | Kim Yu-seok    | Vincitore/trice |
| 2010 | MBC Drama Awards          | Miglior giovane attore                       | Kim Yoo-jung   | Vincitore/trice |
| 2010 | MBC Drama Awards          | Miglior giovane attore                       | Lee Hyung-suk  | Vincitore/trice |
| 2010 | MBC Drama Awards          | Premio popolarità, attrice                   | Han Hyo-joo    | Vincitore/trice |
| 2010 | MBC Drama Awards          | Drama dell'anno preferito dagli spettatori   |                | Vincitore/trice |
| 2011 | Hong Kong Cable TV Awards | Miglior drama                                |                | Vincitore/trice |
| 2011 | Hong Kong Cable TV Awards | Miglior attore                               | Ji Jin-hee     | Vincitore/trice |
| 2011 | Hong Kong Cable TV Awards | Miglior attrice                              | Han Hyo-joo    | Vincitore/trice |
| 2011 | Baeksang Arts Awards      | Miglior attrice (TV)                         | Han Hyo-joo    | Vincitore/trice |
| 2011 | Baeksang Arts Awards      | Miglior drama                                |                | Candidato/a     |
| 2011 | Baeksang Arts Awards      | Miglior regista (TV)                         | Lee Byung-hoon | Candidato/a     |
| 2011 | Baeksang Arts Awards      | Miglior nuova attrice (TV)                   | Park Ha-sun    | Candidato/a     |

## Distribuzioni internazionali
| Paese                | Canale/i                     | Prima TV                         | Titolo adottato                                                                  |
| -------------------- | ---------------------------- | -------------------------------- | -------------------------------------------------------------------------------- |
| Hong Kong            | Entertainment Channel        | 11 ottobre 2010-28 gennaio 2011  | 同伊 (Dong-i)                                                                    |
| Ungheria             | M1                           | 28 febbraio-25 maggio 2011       |                                                                                  |
| Giappone             | NHK                          | 10 aprile 2011-17 giugno 2012    | トンイ (Dong-i)                                                                  |
| Singapore            | MediaCorp Channel U          | 27 aprile-16 luglio 2011         | 同伊 (Dong-i)                                                                    |
| Vietnam              | VTV3                         | 4 luglio 2011-24 settembre 2011  | Dong-i                                                                           |
| Canada               | Fairchild TV                 | 20 agosto 2011-?                 | Dong-i                                                                           |
| Thailandia           | Channel 3                    | 5 novembre 2011-?                | ทงอี จอมนางคู่บัลลังก์                                                                 |
| Taiwan               | GTV                          | 15 novembre 2011-5 febbraio 2012 | 同伊 (Dong-i)                                                                    |
| Filippine            | GMA Network                  | 28 novembre 2011-15 giugno 2012  | Dong-i                                                                           |
| Turchia              | TRT 1                        | 6 febbraio 2012-?                | Sarayın İncisi (La perla del palazzo)                                            |
| Birmania             | Myawaddy TV                  | febbraio 2012-?                  | A Tale in the Palace (Storia a palazzo)                                          |
| Mongolia             | TV5                          | novembre 2012-?                  | Дун-И (Dong-i)                                                                   |
| Iran                 | Channel 3                    | 2012                             | دونگی (Dong-i)                                                                   |
| Malaysia             | 8TV                          | 2012                             | 同伊 (Dong-i)                                                                    |
| Sri Lanka            | Rupavahini                   | febbraio 2013-?                  | අභිත දියණිය (Figlia coraggiosa)                                                     |
| Cambogia             | Cambodian Television Network |                                  |                                                                                  |
| Bosnia ed Erzegovina | RTRS                         |                                  |                                                                                  |
| Romania              | TVR1                         |                                  | Legendele palatului: Concubina regelui (Leggenda a palazzo: la concubina del re) |